# Lone van Roosendaal
Eva Lone van Roosendaal (Bonn, 12 juni 1969) is een Nederlandse actrice en sopraan.

## Carrière
Van Roosendaal studeerde in 1993 af aan de Academie voor de Kleinkunst in Amsterdam. Daarnaast studeerde ze een jaar aan de Lee Strassberg Academy in Londen. In 1998 nam Van Roosendaal samen met Ryan van den Akker deel aan het Nationale Songfestival met het nummer Over. Van Roosendaal maakt al enkele jaren deel uit van de ABBA-cover-formatie 'Voulez-Vous'. Van Roosendaal is wereldwijd de enige vrouw die de hoofdrol van Donna in Mamma Mia! in drie verschillende landen (Nederland, België en Duitsland) heeft gespeeld.
Zij stond op de planken met Ellen Evers en Richard Groenendijk in Liedjes van Toon. Ze heeft met oud en nieuw 2006 Madonna gespeeld in de satire/comedyserie Koefnoen, tijdens het Gala van het Gouden Ding, dat op die avond werd uitgezonden op de AVRO. Deze kwam daarmee in de top 5 van best bekeken oudejaarsprogramma's van 2006.
Ze speelde in de musicals Zorro (Inez), Mamma Mia! (Donna), Cats (Grizabella) en Sweet Charity. Op tv was ze onder andere te zien in Meiden van De Wit, ZOOP (als de moeder van Bionda) en in Voetbalvrouwen (Melanie).Ze was te zien in de bioscoopfilm Sinterklaas en het Geheim van het Grote Boek.
In het seizoen 2008/2009 speelde ze de rol van de Duitse stewardess Heidi in de kaskraker Boeing Boeing naast onder andere Jon van Eerd.
Vanaf september 2009 was Van Roosendaal opnieuw te zien als Donna in de nationale tourversie van Mamma Mia! in de Nederlandse theaters.
Op 22 maart 2010 speelde ze samen met onder andere Brigitte Heitzer en Jamai Loman in Happy Birthday Mr. Sondheim, de show gewijd aan de Amerikaanse componist en tekstschrijver Stephen Sondheim.
Van Roosendaal speelde in Mamma Mia! (Nederland) 160 keer de rol van 'Donna' als alternate van Simone Kleinsma en vervolgens ook in de Vlaamse versie (alternate van Vera Mann). Seizoen 2005/2006 was zij te zien als Charity Hope Valentine in de musical Sweet Charity. Voor deze rol heeft zij de Musical Award 2006 voor Beste Vrouwelijke Hoofdrol in een Grote Musical gewonnen. Seizoen 2006/2007 was zij te zien in Liedjes van Toon en vervolgens in de musical Cats, als Grizabella. Voor de rol van Inez in de musical Zorro kreeg ze op 2 oktober 2011 een John Kraaijkamp Musical Award voor de Beste Vrouwelijke Hoofdrol in een Grote Musical. Verder speelde ze in 2011 in de korte film Klik.
Na Zorro was ze in 2012 te zien in een toneelstuk van Rick Engelkes-theaterproducties. In het seizoen 2012-2013 was Van Roosendaal te zien als Rose in Aspects of Love. In het voorjaar van 2013 speelde Lone naast Jon van Eerd in Jon en de jongens.
In het najaar van 2018 maakte ze haar entree in de RTL 4-soap Goede tijden, slechte tijden, ze vertolkt hier de rol van invloedrijke zakenvrouw Billy de Palma.

## Theater
- Het was zondag in het Zuiden (2024) - Mie Dreesens
- Opvliegers, Girls on Fire 1 (reprise)
- Murder on the Orient Express (2017) - (2023/2024)
- Sweeney Todd (2023) - Beggar woman (producent: MediaLane)
- Ensemble, Ensemble (2022) - Voorstelling in de La Mar West. Koor/ensemble
- Pinksterdag in concert (2020) - Voorstelling in de La Mar met Annick Boer
- Mis (2020) Theatersolo - eigen productie in TapasTheater
- Bridges of Madison County on tour (2019)
- Expeditie Eiland (2018-2019) Peet ten Kate
- Bridges of Madison County (2017)
- Into the Woods (2017) Bakkersvrouw
- Op een mooie pinksterdag (2016) Soliste
- Leading Ladies (2016) Soliste
- SKY de musical (2016) Julie Nieuwman
- Jesus Christ Superstar (2016) Maria Magdalena (concert)
- Heerlijk duurt het langst (2014-2015) Marian; Ruud de Graaf en Hans Cornelissen producties
- De Nachtgasten de musical Improvisatiemusical in het MLAB (2014)
- De Vagina Monologen (2014)
- Liefde half om half (2013-2014) hoofdrol, Rick Engelkes-producties
- Jon en de jongens (2013) sidekick van Jon van Eerd
- Aspects of Love (2012-2013) Rose
- Eten met Vrienden (2012) toneel
- Hommage aan Annie MG Schmidt (2011) soliste
- Zorro (2010-2011) Inez
- Rocky over the Rainbow (2010) Verteller
- Into the Woods (2010) Heks
- Happy Birthday Mr. Sondheim(22 maart 2010) Soliste
- Mamma Mia! Nederland (2009-2010) Donna
- Boeing Boeing Nederland (2008-2009) Stewardess Heidi
- The Wild Party Queenie (2008)
- Mamma Mia! Berlijn, Duitsland (juli - augustus 2008) alternate Donna
- Mamma Mia! Essen, Duitsland ( oktober 2007 - januari 2008 ) alternate Donna
- Mamma Mia! Essen, Duitsland (mei - oktober 2007 ) 1e cast Donna
- Cats (2006-2007) Grizabella
- Liedjes van Toon (2006-2007) Soliste
- Mamma Mia! Antwerpen, België (2006) alternate Donna
- Sweet Charity Nederland (2005 - 2006) Charity Hope Valentine
- Mamma Mia! Utrecht, Nederland (2004-2005) alternate Donna
- Copacabana (2003) Gladys
- Rocky over the Rainbow (2001-2002) Janet
- Geen Eva (2001) soloprogramma voor het Leids Cabaret Festival
- Een Millennium met the Broadway Ladybirds (1999-2000) Steffie Mills
- The Dancing Queens Agnetha
- Showbizzcity (1998-1999) zangeres Musicalcafé
- Grease (1997-1998) Marty
- Carlie (1996-1997) Kimberly
- My Fair Lady (1995-1996) ensemble
- The Sunshine Boys (1994-1995) zuster

## Filmografie

### Film
- Bon Bini Holland 2 (2018) - Sylvia Maduro
- Fashion Chicks (2015) - Anita
- Bon Bini Holland (2015) - Sylvia Maduro
- Verliefd op Ibiza (2013) - Jacky
- Klik (2011) - Receptioniste
- Levenslang (2011) - Lerares Beens
- Sinterklaas en het Geheim van het Grote Boek (2008)
- Amazones (2004) - bankbediende
- De zaak Alzheimer (2003) - Henriëtte Seynaeve
- All Stars (1997) - Vroedvrouw
- Intensive care (film) (1991) - Kim

## Nasynchronisatie/stemmen
- Sinbad (2003) Eris
- De Prins van Egypte (1998) Zyphora

## Prijzen
- 2015: Vrouwelijke hoofdrol in een grote musical voor Heerlijk duurt het langst Gewonnen.[2]
- 2013: Genomineerd: Musical Award voor beste vrouwelijke hoofdrol in een kleine musical voor de rol van Rosé in Aspects of love.
- 2012: Genomineerd: Beau Monde Award voor mooiste make-over als Madonna
- 2011: Gewonnen: Musicalworld Award voor beste vrouwelijke hoofdrol in een grote musical voor de rol van Inez in Zorro.[3]
- 2011: Gewonnen: John Kraaijkamp Musical Award voor beste vrouwelijke hoofdrol in een grote musical voor de rol van Inez in Zorro.
- 2010: Genomineerd: John Kraaijkamp Musical Award voor beste vrouwelijke hoofdrol in een grote musical voor de rol van Donna in Mamma Mia!
- 2009: Genomineerd: John Kraaijkamp Musical Award voor beste vrouwelijke hoofdrol in een kleine musicalproductie, voor de rol van Queenie The Wild Party.
- 2006: Gewonnen: John Kraaijkamp Musical Award voor de rol van Charity Hope Valentine in Sweet Charity. In de categorie beste vrouwelijke hoofdrol in een grote musical.